# Syrtis Major
Syrtis Major  è una caratteristica di albedo della superficie di Marte.